# Lepidokirbyia vitellina
Lepidokirbyia vitellina är en fjärilsart som beskrevs av Adalbert Seitz 1921. Lepidokirbyia vitellina ingår i släktet Lepidokirbyia och familjen björnspinnare. Inga underarter finns listade i Catalogue of Life.